# 别克昂科雷
别克昂科雷（Buick Enclave）是通用汽车于2007年推出的一款大型七座（可选装第八座）豪华SUV，也是全世界体积最大的单体SUV。通用公司于2008年将其以进口的方式引入中国市场。